# Paola Tagliabue
Paola Tagliabue (Como, 7 novembre 1976) è un'apneista italiana.
Gareggia per il Tresse Diving Club di Saronno e per l'Italia.
Prima di dedicarsi al nuoto in apnea ha praticato a livello agonistico Jūdō e kickboxing.
Nel 2007 per i suoi meriti sportivi ha ricevuto il sostegno del consorzio turistico "Amici di Como".

## Risultati sportivi
Nel 2006 a Tenerife si è laureata campionessa mondiale di apnea dinamica percorrendo 152,77 m e stabilendo così il record mondiale.
Nel giugno del 2007 ha vinto il campionato italiano della specialità battendo il suo record e portandolo a 156,55 m.
Il 30 marzo 2008, alla prima edizione del campionato primaverile italiano di apnea senza attrezzi (ovvero senza pinne), tenutasi a Rieti, si è aggiudicata la vittoria e ha stabilito il record italiano nuotando a stile rana subacquea per 87,70 m.

### Primati personali
- Apnea statica: 5'13"
- Apnea dinamica con attrezzi: 156,55 m (ex record mondiale CMAS)
- Apnea dinamica senza attrezzi: 87,70 m (ex record italiano)
- Assetto costante: -46 m
- Jump blue: 111 m
- Immersione con skandalopetra: -55 m

Aggiornamento: 4 aprile 2008

## Attività accademica
Dal 2006 è docente di apnea nel corso di laurea di scienze motorie della facoltà di medicina e chirurgia dell'Università degli Studi di Brescia.
Nel 2005 è stata relatrice alla Conferenza internazionale delle attività subacquee organizzata dalla Apnea Academy e dal CNR di Pisa (Blood lactate accumulation in static and dynamic apnoeas in humans).
Il 1º dicembre 2007 è stata relatrice al convegno internazionale "Allenare l'apnea" con un intervento intitolato: "Il ruolo del lattato in prove di apnea dinamica: un aspetto da allenare?".

## Partecipazioni ad eventi extra-sportivi
Nel luglio del 2007 ha fatto parte della giuria della selezione regionale del concorso di bellezza "La più bella del mondo", tenutasi ad Albese con Cassano.